# 조제프 메스테르

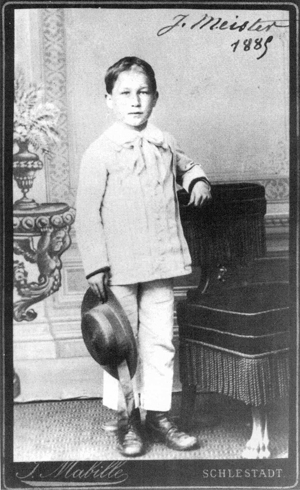
1885년에 찍은 사진

조제프 메스테르(1876년 2월 21일-1940년 6월 24일)은 광견병 예방 접종을 처음 맞은 사람이다.
1885년 메스테르가 9살이었을 때 광견병에 걸린 것으로 추정되는 개에게 심하게 물렸다. 메스테르는 알프레 불피앙(Alfred Vulpian), 자크-조제프 그랑셰와 상담을 한 후 도움을 받아서 루이 파스퇴르로부터 광견병 예방 접종을 맞을 수 있었는데 개의 광견병 발생을 예방했던, 광견병에 걸린 토끼의 척추 조직으로 예방 접종을 맞은 것이었다. 비록 파스퇴르는 화학자였을 뿐이었고 정식으로 예방 접종 자격증을 갖고 있지는 않았지만 세계 최초의 광견병 예방 접종은 성공적이었고 메스테르는 광견병을 피했다.
메스테르는 성인이 된 후 파스퇴르 연구소에서 경비원으로 계속 일하다가 나치 독일군이 파리를 점령하고 열흘 후 가스총으로 자살했다.